# Municipio de Piriápolis
El municipio de Piriápolis es uno de los ocho municipios del departamento de Maldonado, en Uruguay. Fue creado por la Ley N.º 18.653 del 15 de marzo de 2010.

## Territorio
El municipio se encuentra localizado en la zona suroeste del Departamento de Maldonado. Cuenta con un área de 192 km² (4% del área departamental) y una población aproximada de 24.000 habitantes (11,12% de la población departamental).

### Localidades incluidas en el municipio
- Barra de Portezuelo
- Barra del Sauce
- Colonia V. Suárez
- El Pejerrey
- La Capuera
- La Falda
- Ocean Park
- Piriápolis
- Playa Grande
- Playa Hermosa
- Playa Verde
- Proa al Mar
- Pueblo Obrero
- Punta Colorada
- Punta Negra
- Puntas de la Sierra
- San Francisco
- Sauce de Portezuelo
- Sierras del Tirol

## Límites
Según el Decreto N.º 3862 del 11 de febrero de 2010 de la Junta Departamental de Maldonado, se estableció la siguiente jurisdicción territorial:

Artículo 2º.- Créase el Municipio de PIRIÁPOLIS el que tendrá la siguiente jurisdicción territorial: -

Al Oeste: Arroyo Las Tarariras,

Al Sur: el Río de la Plata,

Al Norte: Ruta Interbalnearia, borde del Lago de los Cisnes y Laguna del Sauce hasta el arroyo El Potrero.

Al Este: Arroyo El Potrero.

## Distritos electorales
Según el Decreto N.º 3909 del 2 de diciembre de 2014 (decreto ampliatorio del 3862) de la Junta Departamental de Maldonado, se dispusieron las siguientes series electorales:
- DCB: Piriápolis
- DCG: La Capuera

## Autoridades
La autoridad del municipio es el Concejo Municipal, compuesto por el Alcalde y cuatro Concejales.
| Nº | Alcalde          | Partido             | Inicio del mandato      | Fin del mandato         | Observaciones     | Concejales                                                                                 |
| -- | ---------------- | ------------------- | ----------------------- | ----------------------- | ----------------- | ------------------------------------------------------------------------------------------ |
| 1  | Mario Invernizzi | Frente Amplio FA    | 9 de julio de 2010      | julio de 2015           | Alcalde elegido   | Alejandro Martínez (FA) Alejandro Bonilla (PN) Fernando Barbachán (PN) Jorge Schusman (PC) |
| 2  | Mario Invernizzi | Frente Amplio FA    | julio de 2015           | 26 de noviembre de 2020 | Alcalde reelegido | Carlos Méndez (FA) Alberto Miranda (FA) René Graña (PN) Carlos Fuentes (PN)                |
| 3  | René Graña       | Partido Nacional PN | 27 de noviembre de 2020 | 2025                    | Alcalde elegido   | Hernán Ciganda (PN) Silvana González (PN) José Miranda (FA) Mariela Marangos (FA)          |